# Crkvena heraldika
Crkvena heraldika se odnosi na uporabu heraldike (grboslovlja) unutar Crkve koju je razvio kršćanski kler. Prvotno se koristila samo za označavanje dokumenata, ali se crkvena heraldika vremenom razvijala i postala sredstvo za raspoznavanje svećenstva i biskupija. Najbolje je uređena u okviru Katoličke Crkve, gdje većina biskupa, uključujući i papu, imaju svoj grb. Isti običaj su slijedili i kler anglikanske, luteranske, istočne katoličke i pravoslavne Crkve.
Crkvena heraldika se razlikuje od ostale heraldike koja je u upotrebi po posebnim simbolima oko unutrašnjeg štita koji označavaju razinu unutar same Crkve. Najznačajniji od ovih simbola je kardinalski šešir širokog oboda - galero. Boja i ornamenti na ovom šeširu nose određeno značenje. Kardinalski šešir je crvene boje, biskupski zelene te šeširi običnog klera crne boje.
Ostali simboli podrazumijevaju križ i mitru te biskupski štap. Istočne tradicije pogoduju korištenju vlastitog stila oglavlja te korištenju plašta ili ogrtača, a ne crkvenog šešir (galera). Krilatice i određeni oblici štitova su dosta česta pojava u crkvenoj heraldici, dok su štitodržači i čelenka kao elementi grba dosta rijetki. Papinski grbovi imaju i neke svoje posebnosti, prvenstveno simbole papinske tijare, ključeva svetoga Petra i umbraculuma (kišobrana). Papa Benedikt XVI. zamjenjuje korištenje tijare u svom grbu s mitrom. Tim činom je postao prvi papa koji je to učinio, unatoč činjenici da je papa Pavao VI. bio zadnji papa koji je nosio tijaru.

## Povijest
Prve grbove donijeli su na svojim štitovima ratnici koji su se vratili iz I. križarskog rata, koje su nosili na štitovima, što je danas još glavna osnova svakog grba. Prvotno su služili kako bi se ratnici međusobno raspoznavali. Nepismeni ratnički svijet onoga vremena u svom komuniciranju počeo se prepoznavati prema grbovima. Heraldika se tako razvila u srednjovjekovnoj Europi do kraja 11. stoljeća.
Edvard I. Dugonogi je 1307. godine donio odluku po kojoj svi pravni dokumenti moraju imati pečat. I Crkva je također ovjeravala dokumente pečatima, koji su uglavnom bili ovalnog oblika kako bi se razlikovali od onih svjetovnih koji su bili okruglog oblika.
Ti pečati su u početku prikazivali određenu osobu, ali kako je kod većine svjetovnih pečata počela uporaba samo štita, svećenstvo je isto tako počelo koristi pečate s heraldičkim oznakama. Osobni pečati biskupa i opata i dalje će se koristiti nakon njihovih smrti, postupno postajući neosobni pečati. Kler je bio skloni zamjenjivanju vojnih oznaka s crkvenim. Štit je ostao, a crkveni šeširi su počeli zamjenjivati kacige.
Struktura crkvene heraldike se značajno razvila u 17. stoljeću, kada je stupio na snagu sustav o uporabama crkvenih kapa, kojeg je osmislio Pierre Palliot. Cijeli sustav amblema oko štita je reguliran u Katoličkoj Crkvi motuproprijem pape Pija X. Inter multiplices curas od 21. veljače 1905. godine. Sastav štit je regulirano kroz Heraldičku komisiju rimske kurije, koju je ukinuo papa Ivan XXIII. 1960. godine. Annuario Pontificio je prestao objavljivati grbove kardinala i prethodnih papa nakon 1969. godine.
Najčešća uporaba grbova u Crkvi danas je za obilježavanje dokumenata. Također je često da kardinali stavljaju svoje grbove ispred njihove naslovne crkve u Rimu.

## Štit
Štit je najuobičajniji oblik za prikazivanje grbova. Svećenstvo je ponekada koristilo manje vojne oblike, kao što su ovalne kartuše ili oblike kao što su štitovi za zaštitu lica kod konja. Svećenstvo u Južnoj Africi ponekad je slijedilo nacionalni stil prikazujući grb na tradicionalnom Nguni štitu. 

### Osobni dizajn
U Rimokatoličkoj Crkvi biskup, osim ako već ima obiteljski grb, obično na grbu prikazuje simbole koji ukazuju na njegove interese ili dužnosti koje je obavljao u prošlosti. Pobožnost prema određenom svecu se predstavlja preko simbola ustanovljenih u ikonografiji ili heraldičkoj tradiciju. 
Prvo pravilo heraldike je pravilo tinkture: "Boja ne smije ići uz boju, a metal ne smije ići uz metal". Heraldički metali su srebro i zlato, obično prikazani kao bijela i žuta. Zatim, koriste se samo čiste boje, ne pastelne ili nejasne, kako bi se i na velikoj daljini razlikovale (u bitkama). 
Ovo pravilo tinkture često nije pridržavano u crkvenim grbovima: na zastavi i grbu Vatikana nalaze se i žuta (zlatna) i bijela (srebrna) koje su postavljene jedna kraj druge. U bizantskoj tradiciji, boje imaju mističnu interpretaciju; zlato i srebro predstavljaju uzvišenost i svečanost. Često se pojavljuje kombinacija ovih dviju bojna (metala) bez obzira na pravilo tinkture.

### Spajanje
Ako je biskup dijecezanski biskup, moguće je da kombinira svoj osobni grb s grbom biskupije kojom upravlja, sljedeći uobičajena heraldička pravila. Kod spajanja dvaju grbova, grb biskupije se nalazi na gledateljevoj lijevo strani (heraldička desna) te osobni grb na gledateljevoj desnoj strani (heraldička lijeva). U Njemačkoj i Švicarskoj, uobičajnije je spajanje četiri grba nego dva.
Kardinali ponekad kombiniraju svoje osobne grbove s grbovima pape koji su ih imenovali kardinalom. Tako je npr. pročelnik Papinskog kućanstva, Jacques Martin uklopio svoj osobni grb s onima od trojice uzastopnih papa. Ako pomoćni biskup ima osobni grb, on ga ne smije kombinirati s grbom biskupije u kojoj služi.

## Papinska obilježja
Već u 5. stoljeću sveti Petar je bio prikazivan s ključevima u rukama. Samim time što je sveti Petar prvi biskup Rima i papa, ključevi su usvojeni kao jedni od elemenata na grbu; prvi put se pojavljuju na papinskim grbovima u 13. stoljeću. Ključevi su zlatni i srebrni, s tim da je zlatnim ključ postavljen na desnu stranu (gledateljeva lijeva), a srebrni s lijeve strane (gledateljeva desna).
Tijara ili triregnum se sastoji od tri krune položene jedna povrh druge, a na samom je vrhu križ te označava papinu suverenu vlast. U 15. stoljeću, tijara je u kombinaciji s ključevima i nalazi se iznad papinskog štita. Tijara i kjučevi zajedno sa štitom formiraju grb Vatikana. Tijare su nosili pape od Klementa V. do pape Pavla VI. Od tada ni jedan papa nije nosio tijaru, iako na to ima pravo. Na grbu pape Benedikta XVI. tijara je po prvi puta zamijenjena mitrom.
Osim Svete Stolice, pravo nošenja trokrune tijara na svom grbu ima patrijarh Lisabona. Naslov patrijarha Lisabona je postoji od 1716., a drži ga nadbiskup Lisabona od 1740. Dok grb Svete Stolice kombinira tijaru s prekriženim ključevima Svetog Petra, Lisabonski patrijarhat ga ga kombinira s procesijskim križem i pastoralnim štapom.
Crvena i zlatno prugasti ombrellino je izvorno bila podstrešnica prilikom povorki i procesija. Najstarija upotreba ombrellina u heraldici je iz 1420-ih, kada je postavljen iznad grba od pape Martina V. Kasnije je više uobičajeno postalo koristiti zajedno s ključevima, kombinacija koju je prvu uradio papa Aleksandar VI. U toj kombinaciji grb predstavlja svjetovnu moć Vatikana između papinskih pontifikata, kada je vršitelj dužnosti šefa države kardinal Camerlengo. Ako se ombrelino nalazi u obiteljskom grbu, to znači da je netko srodnik iz te obitelji bio papa.
U papinskim grbovima su često prikazani i anđeli kao štitodržači. Ostali svećenici ne koriste štitodržače, osim ako su osobno nagrađeni ili su naslijedili takav obiteljski grb.

## Viteška obilježja
Rimokatoličko svećenstvo ne može prikazivati simbole viteštva na svojim grbovima, osim ako nisu odlikovani od Konjaničkog Reda Svetoga Groba u Jeruzalemu ili Suverenog malteškog vojnog reda. 
Kler Engleske Crkve može prikazati viteška obilježja na svojim grbovima.